# ماسايا ناكامورا (مصور)
ماسايا ناكامورا (باليابانية: 中村正也؛ بالكانا: なかむら まさや) هو مصور ياباني، ولد في 29 مارس 1926 في يوكوهاما في اليابان، وتوفي في 6 يونيو 2001.